# Sint-Leonarduskerk (Beek en Donk)
De Sint-Leonarduskerk of Leonardus de Noblackerk is een kerkgebouw in Beek en Donk in de gemeente Laarbeek in de Nederlandse provincie Noord-Brabant. De kerk staat aan de Kapelstraat 31 in Donk met achter de kerk het kerkhof. Naast de kerk staat een Heilig Hartbeeld.
Het kerkgebouw is opgedragen aan Sint-Leonardus.

## Geschiedenis
In 1894 splitste de nieuwe parochie St. Leonardus zich af van de Sint-Michaelparochie. Voor die splitsing bediende de Sint-Michaelskerk Beek en Donk, na de splitsing bediende de Sint-Michaelskerk de gelovigen in Beek en de Sint-Leonarduskerk de gelovigen in Donk.
In 1897 werd het nieuwe kerkgebouw in gebruik genomen. Het gebouw was naar het ontwerp van architect Caspar Franssen.
In 1929 werd het kerkgebouw uitgebreid met twee zijbeuken naar het ontwerp van architect Cor Roffelsen.
In 1980 vond er een parochiële herindeling plaats en daarbij werden de Sint-Michaelparochie en de Leonardusparochie gefuseerd tot de Parochie Beek en Donk.
Op 16 augustus 2002 werd het kerkgebouw ingeschreven in het rijksmonumentenregister.
In januari 2013 werd het kerkgebouw aan de eredienst onttrokken. De toren bezit nog altijd zijn luidklokken en deze worden tijdens begrafenissen (op de nog in gebruik zijnde begraafplaats) geluid.

## Opbouw
De niet-georiënteerde bakstenen kruisbasiliek is noord-zuid in neogotische stijl opgetrokken en bestaat uit een kerktoren aan de noordzijde voorzien van ingangsportaal, een vijfbeukig schip met vijf traveeën in basilicale opstand, een eenbeukig transept en een koor met twee traveeën en driezijdige koorsluiting. De kerktoren heeft drie geledingen en een naaldspits met flankerende pinakeltorentjes.